# جزيرة فور

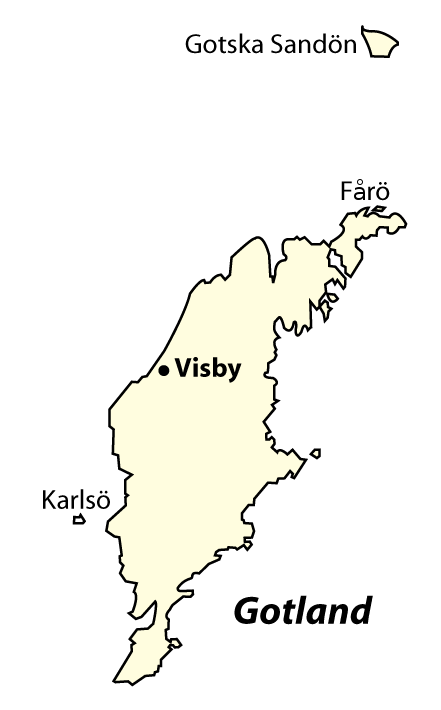
موقع جزيرة فور

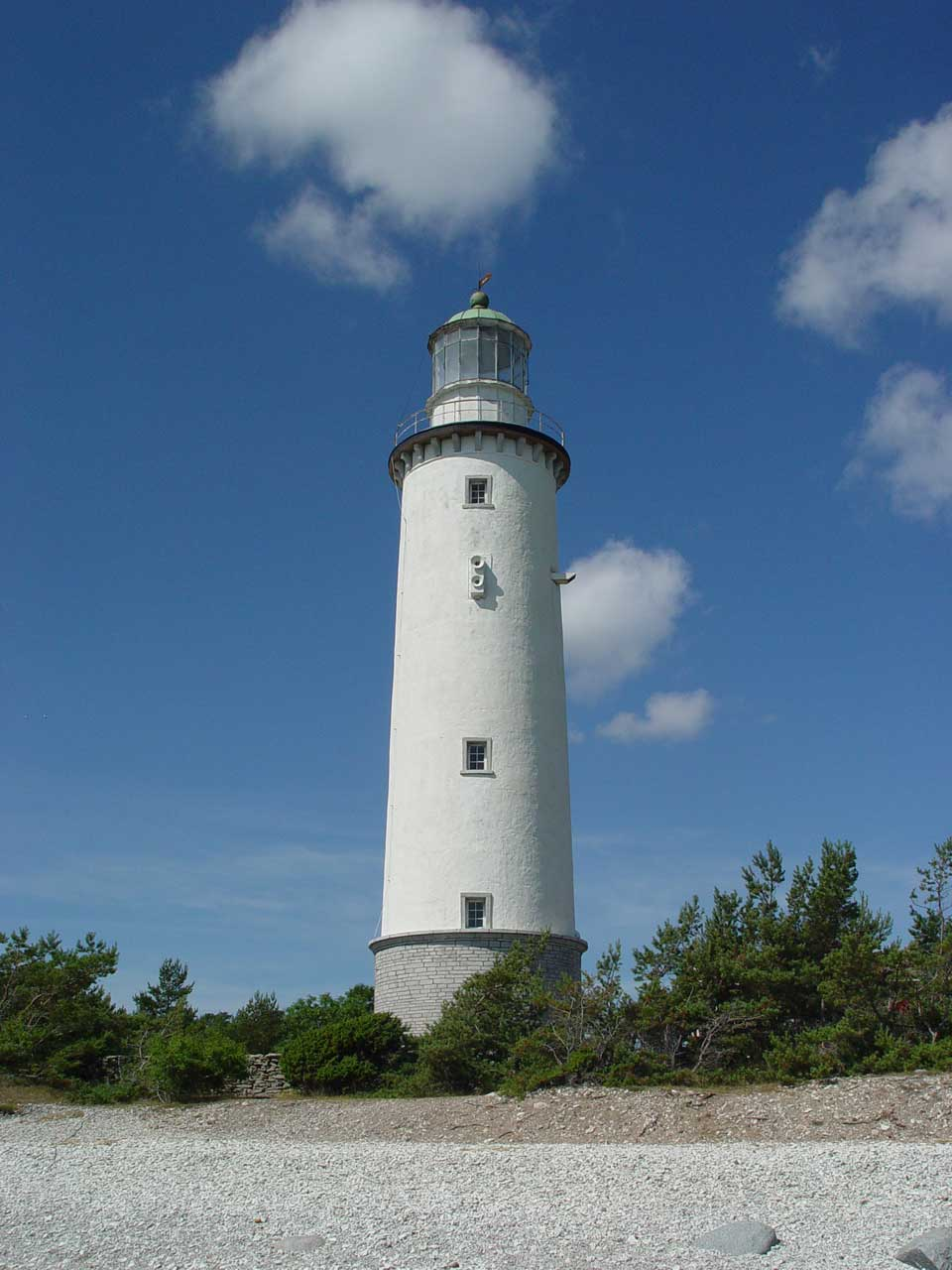
صورة لمنارة في جزيرة فور يعود تأريخها إلى سنة 1847 م

جزيرة فور (بالسويدية:Fårö) هي جزيرة سويدية تقع إلى الشمال شرق من جزيرة غوتلند يبلغ عدد سكان جزيرة فور حوالي 548 نسمة حسب إحصائيات سنة 2008، وتبلغ مساحة الجزيرة حوالي 114 كلم مربع.